# 千年村 (広島県)
千年村（ちとせむら）は、広島県沼隈郡にあった村。現在の福山市の一部にあたる。

## 地理
- 海洋：瀬戸内海
- 河川：山南川[2]

## 歴史
- 1889年（明治22年）4月1日、町村制の施行により、沼隈郡常石村・草深村・能登原村が合併して村制施行し、千年村が発足[1][2]。
- 1955年（昭和30年）3月31日、沼隈郡山南村と合併し、町制施行し沼隈町を新設して廃止された[1][2]。

## 産業
- 農業

## 交通

### 港湾
- 千年港[2]